# Tanymecini
Tanymecini es una tribu de insectos coleópteros curculiónidos pertenecientes a la subfamilia Entiminae.  

## Subtribus
- Piazomiina
- Tainophthalmina
- Tanymecina

Incertae Sedis
- Palaeotanymecides
- Sanchezruizia
- Indomias Marshall, 1941
- Sympiezomias